# گیم جم

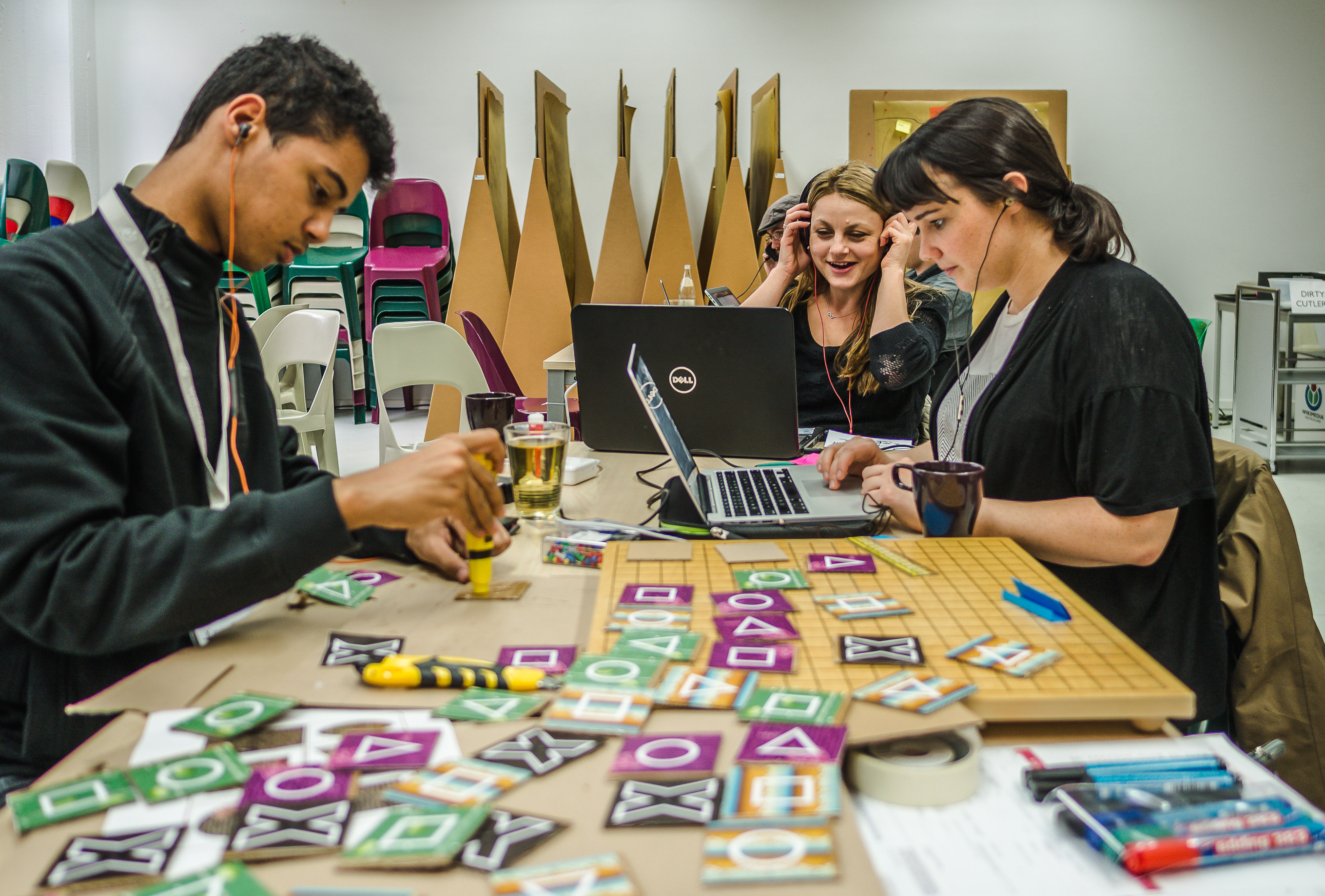
شرکت کنندگان در بازی Free Knowledge Jam ۲۰۱۵

گیم جَم (به انگلیسی: Game Jam) مسابقه‌ای است که در آن شرکت کنندگان سعی می‌کنند یک بازی رایانه‌ای را در مدت کوتاهی از ابتدا بسازند. بسته به فرمت مسابقه، ممکن است شرکت کنندگان به‌طور فردی یا به صورت تیمی کار کنند. مدت زمان مسابقه معمولاً از ۲۴ تا ۷۲ ساعت است. شرکت کنندگان عموماً از برنامه نویسان، طراحان بازی، هنرمندان، نویسندگان و دیگر افراد فعال در زمینه‌های مربوط به توسعه‌ی بازی هستند.
معمولاً گیم جم‌ها بر بازی‌های ویدیویی تمرکز می‌کنند. با این حال بازی‌های رومیزی نیز می‌توانند سوژه‌ی گیم جم‌ها باشند.

## تاریخچه
اصطلاح game jam ترکیبی از کلمات game (بازی) و jam session (جلسات خودمانی موسیقی) است. یک jam session شامل اقداماتی است در حوزه‌ی موسیقی که به هدف تولید یک موسیقی جدید، بدون آمادگی قبلی یا با آمادگی کمی انجام می‌شود. به‌طور مشابه گیم جم‌ها رویدادهایی هستند که در آن سازندگان بازی، ایده‌های آزمایشی خود را به صورت نمونه‌های اولیه‌ی قابل بازی کردن درمی‌آورند.
در مارس ۲۰۰۲، دو تن از توسعه دهندگان بازی‌های ویدیویی یعنی کریس هِکر و شان بارت، که در حوزه‌ی توانایی سخت‌افزارهای مدرن در رندرینگ حجم زیادی از اسپرایت‌ها فعالیت می‌کردند با داگ چرچ، جاناتان بلو و کیسی موراتوری همکاری کردند تا یک موتور بازی خاص با قابلیت رندرینگ حجم عظیمی از اسپرایت‌ها را توسعه دهند. هِکر و بارت از گروه کوچکی از سازندگان بازی‌های ویدیویی دعوت کردند تا در دفتر هِکر در اوکلند کالیفرنیا به منظور ایجاد بازی‌های ویدیویی نوآورانه با استفاده از این موتور تازه ساخته شده، با آنها ملاقات کنند. هِکر و بارت این گردهمایی را صفرمین جَم بازی‌های مستقل نامگذاری کردند، یک رویداد طراحی و برنامه‌نویسی بازی که برای «تشویق آزمایش کردن و نوآوری در صنعت بازی» طراحی شده‌است.

## فرمت مسابقه

### محل برگزاری
برخی از گیم جم‌ها رویدادهایی محلی هستند که در دانشگاه‌ها، سالن‌های کنفرانس یا سایر فضاهای خصوصی برگزار می‌شود. از طرفی نمونه‌های جهانی آن مثل گلوبال گیم جم در پایان ژانویه هر سال با بیش از ۸۰۰ مکان برگزاری در حدود ۱۰۰ کشور جهان برگزار می‌گردد. Ludum Dare نمونه ای از یک گیم جم مجازی است. رویدادی که شرکت کنندگان عمدتاً در خانه با هم به رقابت می‌پردازند و کارهای خود را در پایان گیم جم ارائه می‌کنند.

### محدودیت زمانی
گیم جم‌ها معمولاً محدودیت‌های زمانی مشخصی دارند که از چند ساعت تا چند روز متغیر است. این محدودیت به این منظور ایجاد شده تا فشار یک ضرب‌العجل را برای شرکت کنندگان این رویداد شبیه‌سازی کند و همچنین موجب تقویت خلاقیت در ایده‌های تولید شده توسط تیم‌های گیم جم شود.

### موضوع
یک گیم جم ممکن است روی یک موضوع متمرکز شود که همه‌ی بازی‌های توسعه یافته در این جم باید به آن پایبند باشند. این موضوع معمولاً با فاصله‌ی کمی قبل از شروع رویداد اعلام می‌شود تا شرکت کنندگان از برنامه‌ریزی قبلی و استفاده از متریال‌های از پیش توسعه یافته پرهیز کنند. علاوه بر این، انتخاب موضوع با ایجاد محدودیت برای توسعه دهندگان، منجر به افزایش تمرکز و خلاقیت آنها می‌شود.
در رویداد Ludum Dare شماره‌ی بیست و چهار، «تکامل» به عنوان موضوع این رقابت انتخاب شد. مطابق قوانین Ludum Dare، به همه شرکت کنندگان در مسابقه توصیه شده بود که یک بازی را حول مفهوم «تکامل» بسازند. البته این صرفاً یک توصیه بود و قوانین بیان می‌داشتند که شرکت‌کنندگان حتماً ملزم به استفاده از موضوع مشخص شده نیستند و همین امر باعث شد بازی‌های خارج از عنوان ذکر شده نیز در این رقابت ساخته شوند.

### تکنولوژی
نوع فناوری استفاده شده در این رقابت، بسته به نوع بازی در حال توسعه و تخصص شرکت‌کنندگان مسابقه می‌تواند متفاوت باشد.
در یک گیم جم، تیم‌ها معمولاً حداقل از یک برنامه‌نویس و یک هنرمند تشکیل شده‌اند. برنامه‌نویس می‌تواند برای نوشتن کد، مثلاً از محیط توسعه‌ی مایکروسافت ویژوال استودیو برای ساخت برنامه در چارچوب نرم‌افزاری NET Framework، یا از Eclipse برای ساخت یک برنامه مبتنی بر جاوا استفاده کند. همچنین یک هنرمند ممکن است از ابزارهایی مانند Adobe Photoshop، Blender 3D یا Autodesk Maya استفاده نماید. از دیگر ابزارهای مورد استفاده توسعه دهندگان، می‌توان به فریم‌ورک‌های بازی‌های ویدیویی مانند Unreal Engine ،CryEngine ،Unity ،Godot و فریم‌ورک Microsoft XNA اشاره کرد. در یک تیم ممکن است توسعه دهندگان از سرویس‌های ارتباطی نظیر Discord و از سرویس‌های کنترل منبع مانند GitHub نیز استفاده کنند.